# Попков, Михаил Данилович
Михаил Данилович Попков (14 ноября 1924 — 23 августа 2023) — советский военный деятель, генерал-полковник (16 февраля 1979). Член ВКП(б) с 1943 года; кандидат в члены ЦК КПСС (1981—1990). Депутат Совета Национальностей Верховного Совета СССР 11 созыва (1984—1989) от Нахичеванской АССР.

## Биография
Родился 14 ноября 1924 года в деревне Астапова Слобода Юхновского района Калужской области. Русский.
Окончил Харьковское военно-политическое училище в 1943 году, Военно-политическую академию им. В. И. Ленина в 1950 году и Военную академию Генерального штаба ВС СССР в 1966 году.
- С марта 1942 года — в Красной Армии, участник Великой Отечественной войны. Начал службу в 185-м запасном стрелковом полку, впервые попал на передовую в составе 766-го стрелкового полка 217-й стрелковой дивизии 49-й армии Западного фронта. В августе 1942 участвовал в отражении наступления немецких войск в районе Гретня (под Сухиничами).
- В ноябре 1942-го Попкова направили на учёбу в Харьковское военно-политическое училище, которое размещалось тогда в Ташкенте.
- С апреля 1943 года — на партийно-политической работе в Красной Армии. В звании лейтенанта сражался под Белгородом в составе 28-й гвардейской стрелковой дивизии Степного фронта. Освобождал Беларусь в составе 33-й армии 2-го Белорусского фронта.
- В 1980—1989 годах — член Военного совета — начальник политуправления Сухопутных войск.
- С 1989 года — на пенсии.

Возглавлял редакционно-издательскую группу Национальной ассоциации объединений офицеров запаса Вооруженных Сил. Был председателем правления фонда «Офицерское братство».
Скончался 23 августа 2023 года. Похоронен на Троекуровском кладбище Москвы.

## Семья
Отец — Даниил Филиппович, также участник Великой Отечественной войны. В конце июля 1941 года под Ельней получил тяжёлое ранение, весной 1943 года погиб в бою под станцией Мга на Волховском фронте.

## Награды
- девять орденов: орден Ленина, Октябрьской революции, 2 — Боевого Красного Знамени, 2 — Отечественной войны, 2 — Красной Звезды, 35 медалей, в том числе Медаль «За отвагу» (1943 г.)
- почётный гражданин города Юхнов Калужской области

## Фото
- http://www.orgsmi.ru/news/sobitie/?item=517